# Judd
Judd var en brittisk formel 1-motortillverkare under slutet av 1980-talet och början av 1990-talet. Judds höjdpunkt var säsongen 1988 när de bland annat levererade motorer till Williams och March och tog tre andraplatser.
| 1. Storbritannien 1988 2. Frankrike 1989 3. Australien 1989 | 1. Storbritannien 1988 2. Portugal 1988 3. Spanien 1988 4. Frankrike 1990 |